# Masaki Yumiba
Masaki Yumiba (japanisch 弓場 将輝 Yumiba Masaki; * 13. Mai 2002 in Ōita, Präfektur Ōita) ist ein japanischer Fußballspieler.

## Karriere
Masaki Yumiba erlernte das Fußballspielen in der Jugendmannschaft von Ōita Trinita. Hier unterschrieb er am 1. Februar 2021 auch seinen ersten Vertrag. Der Verein aus Ōita, einer Stadt in der gleichnamigen Präfektur Ōita, spielte in der ersten japanischen Liga, der J1 League. Am Ende der Saison musste man den Weg in die Zweitklassigkeit antreten. In der ersten Liga kam der Mittelfeldspieler nicht zum Einsatz. Sein Zweitligadebüt gab Masaki Yumiba am 24. April 2022 (12. Spieltag) im Heimspiel gegen den Tochigi SC. Hier wurde er in der 88. Minute für Hokuto Shimoda eingewechselt. Das Spiel endete 0:0. Nach insgesamt 95 Ligaspielen für Ōita wechselte er im Januar 2025 zum Erstligaaufsteiger Shimizu S-Pulse.